# Montserrat Gea Sánchez
Montserrat Gea Sánchez (Lleida, 4 d'abril de 1976) és una infermera catalana especialitzada en recerca qualitativa i polítiques de salut pública.

## Trajectòria acadèmica

### Formació
Montserrat Gea va néixer el 4 d'abril de 1976 a Lleida i l'any 1998 es va diplomar en infermeria a l'Escola Universitària d'Infermeria i Fisioteràpia Gimbernat. L'any 2007 es va diplomar en ciències empresarials a la Facultat de Dret i Economia de la Universitat de Lleida i el mateix any va cursar un mestratge en Ciències de la Infermeria a la Facultat d'Infermeria de la mateixa Universitat.
Posteriorment va fer diverses estades d'estudi pel doctorat a la Bloomberg Faculty of Nursing de la Universitat de Toronto, l'any 2009, on es va especialitzar en recerca qualitativa i polítiques de salut pública. L'any 2015 es va doctorar en Infermeria amb Menció Internacional per la Universitat de Lleida amb la tesi doctoral que duia per títol The law of the State against the law of nurses: a study on the access to and utilization of health and social services by undocumented immigrant women in Spain.
Durant la seva pràctica clínica va treballar com a infermera assistencial a l'Hospital de Santa Maria de Lleida, en l'especialitat d'urologia. Així mateix, entre 1998 i 2002 va treballar en diversos CAP de Catalunya com a infermera assistencial.
Des del 2013 és professora de la Facultat d'Infermería i Fisioteràpia de la Universitat de Lleida, Presidenta del Col·legi Oficial d'Infermeres i Infermers de Lleida, responsable de la comissió de recerca.
És Vicerectora d'Internacionalització i professora de la Facultat d'Infermeria i Fisioteràpia de la Universitat de Lleida.
Ocupa la presidència del Col·legi Oficial d'Infermeres i Infermers de Lleida, és consellera del Consell Català d'Infermeria i secretària i responsable de recerca del Consell de Col·legis d'Infermeres i Infermers de Catalunya. Igualment, és membre de la European Academy of Nursing Science i de la Asociación Española de Enfermería en Urología.
Gea ha fet una tasca important en la difusió de la realitat del col·lectiu infermer i de les activitats de recerca que desenvolupa, col·laborant amb diferents mitjans de comunicació com el Grup Segre, en tertúlies mensuals de televisió, així com també en premsa. De la mateixa manera, participa de forma puntual en tertúlies radiofòniques de la Cadena SER, la COPE, o l'emissora lleidatana UA1.
El 8 de setembre de 2020 va ser nomenada directora general de Professionals de la Salut del Departament de Salut de la Generalitat de Catalunya.

### Recerca
Les seves línies de recerca principals es fonamenten en els determinants socials de la salut i els sistemes, els serveis de salut i les polítiques de salut pública. Els darrers anys els seus treballs de recerca s'han centrat en investigar en cronicitat, fragilitat i serveis de la salut.
Gea pertany a diversos grups d'investigació com el Grup d'Estudis sobre Societat, Educació, Salut i Cultura (GESEC), pertanyent a la Universitat de Lleida, que és un grup interdisciplinar que tracta aspectes d'educació, de salut i qualitat de vida, de processos de socialització, identitat, gènere i construcció de la interculturalitat. Igualment, és directora del Grup de Recerca en Cures de la Salut de l'Institut de Recerca Biomèdica de Lleida (GRECS), format per infermeres i fisioterapeutes de la pràctica clínica i professorat, que té com a objectiu investigar sobre l'envelliment saludable i actiu i els serveis sanitaris.
D'altra banda, habitualment col·labora amb grups de recerca de la Bloomberg Faculty of Nursing de la Universitat de Toronto, de la qual és professora associada, i amb la Unidad de Investigación en Cuidados de Salud Investén del Instituto de Salud Carlos III.

## Publicacions
Montserrat Gea és autora de traduccions, llibres, capítols de llibre i artícles en revistes especialitzades centrats sobretot en pràctiques i polítiques basades en l'evidència, així com en les seves principals línies de recerca, els sistemes i serveis de salut i els determinants socials de la salut. En aquest darrer camp, destaquen els treballs dedicats al gènere i la immigració.
Els seus treballs de traducció engloben més de 20 guies d'evidència amb el recolzament de la Registered Nurses Association of Ontario (RNAO) i el Ministerio de Sanidad, Servicios Sociales e Igualdad per tal de millorar la transferencia de coneixement.

## Premis i reconeixements
La seva tesi doctoral va obtenir el premi a la millor tesi per la Càtedra Fundación ASISA-UdL de Salut, Educació i Qualitat de Vida. També va guanyar el primer premi d'investigació de Gestió de Serveis Sanitaris de l'Hospital de Santa Maria per l'estudi La immigració segons el col·lectiu d'infermeria de la Regió Sanitària de Lleida".